# タイムマネジメント
タイムマネジメント（時間管理とも、IPA: [taɪm ˈmænɪʤmənt]）とは、特定の活動に費やす時間を意識的に企画、制御するプロセスである。特に効果、効率、生産性の向上に焦点をあてている。
タイムマネジメントは仕事、社交生活、家族、趣味、個人的な関心などの分野で応用される。時間の効果的な運用は、日常の中で行える活動の選択肢の増加を伴うだけでなく、特に期限付きの仕事、プロジェクト、目標などを完成する必要がある際に、特定のテクニック、ツールやスキルをもって達成されることが多い。
当初、タイムマネジメントという言葉はビジネスや仕事の活動における応用のみを指していたが、やがて個人的な領域の活用の場合をも指すようになった。時間管理に関するツール、手順や手法、方法論を総合してタイムマネジメントのためのシステムを構築できる。
タイムマネジメントはプロジェクトの完了期限と範囲の設定を担うため、プロジェクトマネジメントにおいて必要不可欠な場合が多い。

## 文化間の時間管理に対する認識
文化における時間観の違いは、その文化における時間管理の方法に影響を及ぼす。以下に、異なる文化における時間観を列挙する。
線形的時間観は、時間が線状に一時点から次の時点へと流れていくと捉える考え方である。この線形的時間観は、アメリカ合衆国やドイツ、スイス、イギリスなどの多くの北ヨーロッパ諸国において主流である。
これらの文化圏に住む人々は、生産的な時間管理を重視し、時間の無駄につながるような意思決定や行動を避ける傾向がある。 この様な時間観は、これらの文化圏がより「モノクロニック」であることーつまり、一度に一つのことだけを行うことを好む傾向があることに関連している。この効率を重視する文化性により、時間厳守の文化や作業期限の強い規範性が生まれた。
多活性時間観は、複数の活動やタスクを同時にこなすほど良いと考える文化的時間観である。この時間観を持つ人々は、一度に多くの活動やタスクをこなすことに幸福感を感じる。 多活的文化は「ポリクロニック」であり、一度に複数のタスクをこなすことを好む。この多活性時間観は、スペイン、ポルトガル、イタリアなど、南ヨーロッパ諸国の大部分で顕著に見られる。
これらの文化圏に住む人々は、社交的な会話を重視するなど、彼ら自身がより重要だと認定した事項に時間を費やす傾向にある。ビジネス環境においては、会議の時間を重視するよりも、質の高い会議を行うことに重点を置くことが多い。総合的に、効率よりもシナジーと創造性を重視する傾向にある。
循環性時間観において、時間は直線的でも出来事に関連付けられたものでもないと考えられている。日々、月々、年々、季節、そして出来事は規則的な反復の中で発生するため、時間は循環的なものとして捉えられる。この見方では、時間は決して無駄にはならない。なぜなら、それは常に後で戻ってくるからであり、無限の量が存在すると考えられているのである。
このような時間観は、日本や中国を含むアジアの大部分の国々で広く見られる。循環性時間観を持つ文化においては、タスクを正確に完了することがより重要とされている。そのため、多くの人は行動を起こす前に、意思決定と行動が起こす影響について多くの時間をかけて考える 。循環的文化圏に生活する大部分の人は、他の文化が異なる時間観を持っていることを理解しており、グローバルな舞台で行動する際にはこのことを認識している傾向が見られる 。この認識は、厳格なスケジュール遵守より、人間関係と合同作業の質を重視する観念をもたらすことが多い。

## 神経心理学的な視点
効果的に時間を管理する能力の過度かつ慢性的な欠如は、注意欠如多動症（ADHD）に起因する可能性がある。診断基準には、自己の能力不足感、整理整頓の困難、物事に取り掛かることの困難、複数のプロジェクトを同時に管理するのが困難であること、そして物事を最後までやり遂げることにおける困難などがある。

## 優先順位と目標の設定
目標を記録し、プロジェクト、行動計画、またはシンプルなタスクリストに落とし込んだ後、個々のタスクまたは目標に対して、重要度を設定することが可能となる。締め切りを設定し、優先順位を割り当てることもできる。このプロセスにより、タスクリスト、スケジュール、または活動のカレンダーを含む計画が作成される。著者は、計画または見直しの範囲に応じて、日次、週次、月次、またはその他の計画期間を推奨することがある。これは、以下に示すように、さまざまな方法で行われる。

### ABC分析
Alan Lakein (en) が開発した時間管理のABC法では、タスクをA、B、Cと3つの分類に大別する。
Aタスク
これらのタスクは最優先事項であり、最も緊急性が高い。締め切りが迫っているプロジェクトなど、迅速に完了しなければならない作業が含まれる。
Bタスク
これらのタスクは重要であるが、必ずしも特定の締め切りに関連付けられているわけではない。なるべく早く完了すべきである。
Cタスク
これらは最も重要度の低いタスクである。時間があるときを待って実行でき、即時の対応は必要ない。

### パレートの分析
パレートの法則とは、結果の80%が原因の20%から生じるという考えである。効率性の分野では、20%のタスクを実行することで結果の80%を達成できることを意味する 。時間管理の目的が生産性の向上である場合、これら「20%のタスク」は、より高い優先順位で扱われるべきである。

### アイゼンハワーの法則

緊急性と重要性を評価するための基本的な「アイゼンハワー・ボックス」。各象限内のより正確なポイントに項目を配置することもできる。

「アイゼンハワーの法則」または「アイゼンハワーの原則」は、重要性と緊急性の原則を利用して優先順位と作業量を評価する方法である。この方法は、ドワイト・D・アイゼンハワーの言葉「私には2種類の問題がある。緊急なものと重要なものだ。緊急なものは重要ではなく、重要なものは決して緊急ではない。」に由来している。アイゼンハワー自身はこの洞察を自分のものとは主張せず、（名前の挙がっていない）「かつての大学の学長」の言葉として紹介した。
アイゼンハワーの原則を用いることで、タスクは重要／重要でない、緊急／緊急でないという基準のもと分類され、アイゼンハワー・マトリックス（「アイゼンハワー・ボックス」または「アイゼンハワー意思決定マトリックス」とも呼ばれる）の該当する象限に帰納できるようになる。各象限のタスクは、以下のように処理される。
1. 緊急かつ重要度が高いタスク：個人の範囲内でいち早く対応する必要がある[18]。例：危機的な状況、締切りのあるタスク、突発的な問題[17]
2. 緊急度は低いが重要度は高いタスク：日時を設定し、個人の範囲内で完了させる[18]。例：人間関係、計画やレクリエーション[17]
3. 緊急度は高いが重要度は低いタスク：他人に委任する[18]。例：予期せぬメールや電話、ミーティングなど[17]
4. 緊急度も重要度も低いタスク：放棄する[18]。例：時間の浪費、享楽的な活動、噂話[17]

## 目標の達成方法
タスクリスト（ToDoリスト、または「やることリスト」とも）は、プロジェクトを完了するための手順など、完了すべきタスクの一覧の
記述である。記憶の代替または補完として機能する、インベントリツールの一種である。
タスクリストは経営管理、プロジェクトマネジメントやソフトウェア開発などの分野で応用される。一つ以上のリストが使われる場合もある。
タスクリストの項目の一つが完了すると、そのタスクにはチェックマークが付けられるか、取り消し線が引かれる。伝統的なタスクリストは、メモ帳やクリップボードなどの紙上にペン、鉛筆で書き留める形式を取っている。印刷またはソフトウェアチェックリストの形式をとることもある。
作家のジュリー・モーゲンスターンは、時間管理の「やるべきこと」と「やってはいけないこと」を提案している。
- タスクリストを作成することは、重要なことすべてを明確にすることである。
- 管理するための「時間のオアシス」を作る。
- 「ノー」と言う。
- 優先順位を設定する。
- すべてのタスクが放棄できるとは思わないこと。
- 重要なタスクが空き時間に完了するとは思わないこと。[19]

現在では、個人情報管理（PIM）アプリケーションやほとんどのPDAなど、数多くのデジタル版アプリケーションが利用できる。また、ウェブベースのタスクリストアプリケーションもいくつかあり、その多くは無料である。

### タスクリストの整理
タスクリストはしばしば、日時別に分類されたり、階層化される。最も一般的な階層化されたシステムは、すべてのタスクを記録した「中央」ToDoリストと、中央ToDoリストから一部のタスクを転記した日別のToDoリストで構成されものである。他に、不要なタスクを避けるための「やらないことリスト」を作成する方法もある。
- 日々のToDoリストを重要度の順に番号付けし、その日の時間に応じて一つずつその順に実行するという方法は、ベスレヘム・スチール社の社長であったチャールズ・M・シュワブ（1862年~1939年）が「最も有益なアドバイス」として、コンサルタントのアイビー・リー（1877年 - 1934年）から受け取られている。[20][21][22]
- アラン・レイクインは「ABC優先順位付け」の最初期の提唱者であった。彼が1973年に提示したシステムでは、「A」項目は最も重要（その内で「A-1」が最も重要）、「B」は次に重要、「C」は最も重要度が低いとされた。[23]
- ABC分析の一つの応用[24]として、タスクを「A」（1日以内に行うべきタスク）、「B」（1週間以内に行うべきタスク）、「C」（1ヶ月以内に行うべきタスク）に分類するものがある。
- 日々のタスクリストに優先順位をつけるには、優先順位の高い順にタスクを記録するか、リストアップ後に番号を割り当てる（最優先を「1」、2番目を「2」など）ことで、タスクを実行する順序を示す。後者の方法は一般的に迅速であり、タスクのより素早い記述が可能である[19]。
- 必須タスク（Aグループ）に優先順位をつける別の方法として、最も気が進まないものを最初に行うという方法がある。それを終えると、残りのリストが楽に感じられる。BおよびCグループも同様の考え方を応用できるが、最初のタスク（最も気が進まないもの）をすぐに行うのではなく、それを避けるためにリストの他のタスクを行うモチベーションの向上を目的としている。

様々な著者が、以下のようなToDoリストに伴う潜在的な課題を指摘している。
- タスクの計画に時間を過度に費やすなど、リストの管理が実行を凌駕する可能性が考えられる。これは分析麻痺（英語: analysis paralysis）と類似しており、費やした労力の割に少ない成果しか得られない場合をもたらす。
- タスクシステムは予期せぬ災害に対応できるものでなければならない。企業は災害に備えていなければならないことと同じである。たとえ小規模な災害であっても、誰もこの状況の対策と時間を用意していない状況下では、問題は時間とともに肥大化してゆき、少なくない損害を与える可能性がある。[25]
- 非効率な点を排除し、低効率の状況が長引きするのを防ぐため、定期的な再計画と見直しを行うべきである。[26]
- 長期的な目標を達成するための時間を定期的に一定の量を割いていない場合、目先のタスクしか見えていない状況となり、特定の小さいタスクに時間をすべて費やしてしまうことが起こり得る。[27]

### ソフトウェアアプリケーション
多くの企業は、従業員の労働時間や支払請求可能な業務時間数などを追跡するために時間追跡ソフトウェアを使用している。例えば、法律事務所向け管理ソフトウェア（英語: Law practice management software）などが挙げられる。
タイムマネジメントソフトウェアの多くは複数ユーザーをサポートしている。これにより、担当者は他のユーザーにタスクを割り当てたり、ソフトウェアをコミュニケーションやタスクの優先順位割り当てなどに利用することができる。
タスクリストアプリケーションは、軽量なPIMまたはプロジェクト管理ソフトウェアと考えることもできる。
現代のタスクリストアプリケーションは、タスク階層（タスクはサブタスクで構成され、サブタスクはさらにサブタスクを含むことができる）、複数種のタスクのフィルタリングおよび並べ替えの方法をサポートしている場合が多く、各タスクに任意のメモを関連付けることが可能であることも多い。

### 時間管理システム
時間管理システムは、従業員の労働時間を追跡するために使用されるタイムレコーダーやウェブベースのアプリケーションで構成されることが多い。時間管理システムは、雇用者が従業員の時間を確認、計画、管理することを可能にし、労働力の有効活用への洞察を提示する。これにより、雇用者は人件費を効率的に管理し、生産性を向上させることができる。時間管理システムはプロセスを自動化し、事務処理や煩雑な作業を排除することもできる。

### GTD (Getting Things Done)
デビッド・アレンによって考案されたGetting Things Done（GTD）メソッドは、小さなタスクはすぐに行い、大きなタスクはより小さなタスクに分割して取り掛かることを推奨している。 GTDの要点は、タスクやアイデアをできるだけ早く紙に書き出し整理することで、容易に把握し管理できるようにすることである。「実のところ、何かを頭の中に入れておくよりも、外に出しておく方がエネルギーを必要としないということだけです」とアレンは述べている。

### ポモドーロテクニック
フランチェスコ・シリロ（フランチェスコ・チリッロ、伊: Francesco Cirillo）によって考案された「ポモドーロ・テクニック」は、1980年代後半に原型が作られ、1992年に定義されるまで徐々に改良が重ねられた。このテクニックの名前は、シリロが大学時代に使用していたトマト（イタリア語でポモドーロ）型のキッチンタイマーに由来する。「ポモドーロ」はこのテクニックにおける基本的な時間の単位であり、伝統的に25分の作業時間と5分の休憩時間からなる30分と定義されている。シリオはまた、4ポモドーロごとに15〜30分の長めの休憩を取ることを推奨している。様々なワークグループでの実験や指導活動を通して、シリオは「理想的なポモドーロ」の長さを20〜35分と結論付けた。
タイムマネジメントの進化：タスクの整理から自己管理へ
時代とともに、タイムマネジメントの概念はチェックリストのような単純なツールから、優先順位の設定や目標と価値観に合わせたタスクの調整を重視する、より複雑なテクニックへと変化してきた。第3世代のタイムマネジメントは、目標の設定、毎日の整理、重要度に応じたタスクのランク付けを強く重視している。第4世代のタイムマネジメントでは、単に時間を管理するだけでなく、自己の管理に光が当てられている。これは、緊急のタスクと重要なタスクを区別し、自己への期待、人間関係、収穫を管理することの重要性を強調している。
効果的なタイムマネジメントのためには、個々のニーズに合わせたパーソナライズされたツールを使用し、目標に優先順位を付け、予期せぬ出来事に対応するために週単位で計画するなどの方法がとられる。職場での成功を目指す場合には、目標を効率的に達成するための適切なツールと戦略を活用することが不可欠である。

## 関連概念
時間管理は、以下の概念と関連している。
- 時間投資利益率 (ROTI): 効果的なタイムマネジメントは、時間投資収益率 (Return on Time Invested, ROTI) を最大化するために不可欠である。タスクに優先順位を付け、スケジュールを整理することで、個人は最も高い価値を生み出す活動に時間が割り当てられるようにすることができる。
- プロジェクトマネジメント:タイムマネジメントはプロジェクトマネジメントの下位概念と見なすことができ、より一般的にはプロジェクト計画およびプロジェクトスケジューリングとして知られている。また、タイムマネジメントはプロジェクトマネジメントの核心的な機能の一つとして認識されている。[32]

- アテンション・マネジメント: アテンション・マネジメントは、認知資源の管理、特に人間が特定の活動を行うための意欲や精神的リソースの効率的な割り当てに着目している。
- タイムブロッキング: タイムブロッキングは、より深い集中力と生産性を促進するために、特定のタスクにまとまった時間を割り当てることを特に推奨する時間管理戦略である。